# إدوين هيلير
إدوين هيلير (بالإنجليزية: Edwin Hillyer)‏ هو شخصية أعمال أمريكي، ولد في 1825، وتوفي في 8 ديسمبر 1908.